# Coll de Cap de Dalt
El Coll de Cap de Dalt és una collada situada a 2.064,4 metres d'altitud al límit dels termes municipals de Conca de Dalt (antic terme d'Hortoneda de la Conca), al Pallars Jussà i Cabó, a l'Alt Urgell. És en territori de l'antiga caseria dels Masos de la Coma.
Es troba a l'extrem nord-est del terme municipal, a la part mitjana de la Serra de Boumort; és al nord-est del Coll de la Creueta de Boumort, al nord del Forat de Coma de Castell.